# Jamie O'Neill
Pour les articles homonymes, voir Jamie et O'Neill.
Jamie O'Neill (né en 1962 à Dún Laoghaire, près de Dublin, Irlande) est un écrivain irlandais.

## Biographie
Benjamin d'une famille de quatre enfants, il est élevé dans la foi catholique. 
C'est en travaillant dix ans comme gardien de nuit au Casell Hospital (un hôpital psychiatrique) dans le Surrey de 1990 à 2000, qu'il rédige son œuvre majeure, Deux garçons, la mer (At Swim, Two Boys), publiée en 2001, qui remporte le prix Lambda Literary du meilleur roman, avant d'être traduit en de nombreuses langues.

## Œuvres
- Disturbance (1989)
- Kilbrack (1990)
- At Swim, Two Boys (2001) Publié en français sous le titre Deux garçons, la mer, traduit par Carine Chichereau, Paris, Passage du Marais, 2005, 666 p.  (ISBN 2-84075-035-X) ; réédition, Paris, Libretto no 437, 2013  (ISBN 978-2-36914-044-3)